# THE GATESの4枚目のミュージックカード (タイトル無し)
『ミュージックカード (タイトル無し)』は、2013年12月29日日にTHE GATESがリリースした2枚目のライブ・アルバムである。

## 解説
- ライブ当日に発売され、ライブ終了後数時間でダウンロードが可能になるシステムとなっている。
- ライブ音源はMCなど全て収録されている。ただ音質はあまり良くない。
- ライブの模様が撮影された写真も収録されている。

## 収録曲
| 全編曲: THE GATES。 | |      |      |
| #                   | タイトル | 作詞 | 作曲 |
| 1.                  | 「Crazy Diamond～ステューペッドの不安」(2曲連続)                                                                 |      |      |
| 2.                  | 「新しい世界へ～アメガフルタビ」(2曲連続)                                                                        |      |      |
| 3.                  | 「In The Dead Of Night～すごい～水の中へ」(3曲連続)                                                              |      |      |
| 4.                  | 「In The Flesh～あの通りだったっけ？～全裸を許さない頭の社会に対するカラダ達の反抗～The Gates Part II」(4曲連続) |      |      |
| 5.                  | 「Long Distance Runaround～Run Like Hell」(2曲連続)                                                              |      |      |

## 楽曲解説
1. Crazy Diamond
2. ステューペッドの不安
2013年3月に1stシングル THE GATESの1枚目のシングルに別バージョンで収録された。
3. 新しい世界へ
4. アメガフルタビ
5. In The Dead Of Night
6. すごい
2013年3月に1stシングル THE GATESの1枚目のシングルに別バージョンで収録された。
7. 水の中へ
8. In The Flesh
9. あの通りだったっけ?
10. 全裸を許さない頭の社会に対するカラダ達の反抗
この楽曲は渡辺と田口が学生時代に笠浩二らと活動していたバンド『ステーション』の楽曲『もしもおまえが天使なら』が元になっている。
11. The Gates Part II
12. Long Distance Runaround
13. Run Like Hell